# 瓦西里夫卡 (海尼切斯克區)
46°12′20″N 34°3′58″E / 46.20556°N 34.06611°E
瓦西里夫卡（烏克蘭語：Василівка）是位於烏克蘭南部的村莊，由赫爾松州海尼切斯克區的新特羅伊茨凱市鎮負責管轄。該村始建於1903年，面積214.2平方公里，海拔高度6米，2001年人口658，人口密度每平方公里3.1人。现被俄罗斯占领。